# Крайзель, Ханс
Ханс Крайзель (нем. Hanns Kreisel, 16 июля 1931 — 18 января 2017) — немецкий миколог, занимавшийся изучением микобиоты Восточной Германии.

## Биография
Родился в Лейпциге в 1931 году. В 1951 году поступил в Грайфсвальдский университет, где сначала изучал геологию, однако затем перешёл на биологическое отделение, которое окончил в 1956 году.
Свободно владел испанским языком, с 1968 по 1971 год читал лекции в качестве приглашённого профессора в Гаванском университете.
Крайзель занимался исследованием географического распространения грибов в ГДР, а также этномикологическими, таксономическими, палеомикологическими, прикладными микологическими исследованиями. В 1969 году опубликовал общую систему классификации грибов, где обосновывал самостоятельность этого царства живой природы. Напечатал свыше 300 публикаций.
С 1977 года являлся доцентом, в 1992 году стал профессором общем и специальной ботаники.
Скончался в Вольгасте 18 января 2017 года.

## Некоторые научные работы
- Kreisel H. Die "Lycoperdaceae" der Deutschen Demokratischen Republik // Feddes repertorium specierum novarum regni vegetabilis. — 1962. — Bd. 64. — S. 89—201.
- Kreisel H. Die phytopathogenen Großpilze Deutschlands. — Vaduz, 1979. — 284 p. — ISBN 3-7682-1228-9.
- Kreisel H. Ethnomykologie Verzeichnis der ethnomykologisch, biotechnologisch und toxikologisch relevanten Pilze. — Jena, 2014. — 375 p. — ISBN 3-936055-68-8.

## Роды и виды грибов, названные именем Х. Крайзеля
- Kreiseliella U.Braun, 1991
- Chrysosporium kreiselii Dominik, 1965
- Escovopsis kreiselii L.A.Meirelles et al., 2015
- Meliola kreiseliana Schmied., 1989
- Passalora kreiseliana U.Braun & Crous, 2002
- Peziza kreiselii G.Hirsch, 1992
- Puccinia kreiselii M.Scholler, 1996
- Tulostoma kreiselii G.Moreno et al., 2002